# Iso Konisaari
Iso Konisaari är en ö i Finland. Den ligger i sjön Keurusselkä och i kommunerna Keuru och Mänttä-Filpula och landskapen  Mellersta Finland och Birkaland, i den södra delen av landet, 210 km norr om huvudstaden Helsingfors. Öns area är 6,4 hektar och dess största längd är 430 meter i öst-västlig riktning.